# Dulitellus maculatus
Dulitellus maculatus is een hooiwagen uit de familie Trionyxellidae.